# 07-Ghost
07-Ghost (セブンゴースト, Sebun Gōsuto) est un josei manga de genre fantastique écrit par Yuki Amemiya et dessiné par Yukino Ichihara. Il est prépublié dans le magazine Monthly Comic Zero Sum entre 2005 et 2013, et est compilé en un total de dix-sept tomes. La version française est éditée par Kazé Manga.
Une adaptation en anime de 25 épisodes, produite par le Studio Deen, a vu le jour entre avril et septembre 2009.

## Synopsis
Teito Klein est un adolescent qui se prépare à passer son examen d’entrée à l’armée avec son meilleur ami Mikage. Teito n’a conservé aucun souvenir de son enfance. Mais, lors de l’examen, la vue de l’examinateur Ayanami déclenche en lui une vague de souvenirs. Teito voit Ayanami tuer son père. Ivre de rage, il se lance sur le militaire, qui l’arrête bien facilement et le fait emprisonner. Avec l’aide de Mikage, Teito fuit les cachots. Il n’est maintenant plus question pour lui de rester à l’académie militaire. Il vole un vaisseau et s’enfuit, pour s’écraser devant trois prêtres. Ceux-ci le conduisent dans une église. Tout en s’y reposant, Teito cherche à découvrir la vérité sur son passé et sur les Seven Ghost, protecteurs de cet endroit.

## Personnages

### Personnages principaux
Teito Klein
Seiyū (anime) : Mitsuki Saiga
Teito Klein (テイトクライン, Teito Kurain) est le protagoniste de l’histoire. Son vrai nom est Wahrheit Tiashe Raggs (ヴァールハイトティアシェラグス, Vāruhaito Tiashe Ragusu), fils de Weldeschtein Krom Raggs, et le prince de l’ancien Royaume de Raggs. Cependant après avoir reçu l’Œil de Michaël au moment de l’invasion par l’Empire de Barsburg, son identité a été cachée et il a été élevé par son oncle, Fea Kreuz, parmi les orphelins de l’église. À la mort de Kreuz, il a été transformé en esclave de combat, puis recueilli par le directeur de l’école militaire de Blasburg. Élément prometteur, il est malheureusement contraint de s’enfuir lorsqu’il rencontre le meurtrier de son père. Recueilli par trois évêques de l’église du 7e District Teito y recherche des informations concernant son passé.
Michaël
Michaël (ミカエル, Mikaeru) est un archange qui possède le corps de Teito à travers l’Œil de Michaël. Quand il prend le contrôle du corps de Teito, son iris devient rouge et ses pupilles, des fentes. Il est très content du corps de Teito, mais il est restreint par le collier d’esclave posé par Ayanami qui limite sa force. Bien que très puissant, il a tendance à agir comme un enfant irascible.
Mikage
Seiyū (anime) : Daisuke Namikawa
Mikage (ミカゲ, Mikage) s’est engagé dans l’armée pour protéger sa famille. C’est le meilleur ami de Teito. Après l’avoir aidé à s’enfuir de l’académie, il est interrogé par Ayanami mais ne parle pas. Il est finalement relâché et retrouve Teito à l’église. Mais Ayanami parvient à le manipuler et finit par consumer sa vie. Il se réincarne par la suite sous la forme d’un petit dragon rose qui crie sans cesse « Burupya ! ».
Frau
Seiyū (anime) : Junichi Suwabe
Frau (フラウ, Furau) est un évêque pervers de l’église du 7e District. Sa condition ne l’empêche pas de dissimuler des magazines pornos dans les livres les moins empruntés de la bibliothèque. Il a eu une enfance difficile et se comporte comme un grand frère envers Teito. Il est l’un des Seven Ghosts, protecteurs de l’église, il est connu sous le nom de Zehel. Il est capable de faire sortir de son bras une faux géante qui appartenait à Verloren.
Castor
Seiyū (anime) : Susumu Chiba
Castor (カストル, Kasutoru) est l’un des autres évêques qui ont recueilli Teito. Contrairement à Frau, il est calme et tranquille, et est moins fougueux que celui-ci. Il est l’un des Seven Ghosts : Fest, l’esprit qui lie les personnes. Il manipule des marionnettes à volonté. Il est dit dans le manga que la moitié de l'âme de Fest a été dévorée par Verloren.
Labrador
Seiyū (anime) : Kouki Miyata
Labrador (ラブラドール, Raburadōru) est le troisième des évêques ayant recueilli Teito. Il est l’un des Seven Ghosts : Profe, l’esprit qui lit l’avenir. Il contrôle les plantes (plus particulièrement les fleurs).
Hakuren Oak
Seiyū (anime) : Jun Fukuyama
Hakuren Oak (ハクレンオーク, Hakuren Ōku) est le partenaire de Teito à l’église, puis l'élève de Castor.Il ne supporte pas qu'on se moque de sa famille. Il veut devenir évêque car il veut aider ceux qui ont été manipulés par un kor (sa mère a été manipulée par un kor et un évêque (Frau) a délivré sa mère de l'emprise du kor.)
Ayanami
Seiyū (anime) : Shō Hayami
Ayanami (アヤナミ, Ayanami) est le principal antagoniste de l’histoire.

### Personnages secondaires
- Miroku (ミロク, Miroku?), doublé par Mitsuo Senda
- Shuri Oak (シュリ·オーク, Shuri Ōku?), doublé par Miyu Irino
- Hyuuga (ヒュウガ, Hyūga?), doublé par Kenji Hamada
- Konatsu Warren (コナツ, Konatsu-Wōren?), doublé par Daisuke Kishio
- Kuroyuri (クロユリ, Kuroyuri?), doublé(e) par Chiwa Saito
- Haruse (ハルセ, Haruse?), doublé par Wataru Hatano
- Katsuragi (カツラギ, Katsuragi?), doublé par Kazuya Nakai
- Razette (ラゼット, Razetto?), doublée par Saori Hayami
- Athena, doublée par Ayako Kawasumi
- Rosalie, doublée par Mamiko Noto
- Libelle, doublée par Kaori Nazuka
- Bastien (バスティン, Basutin?), doublé par Daisuke Kirii
- Lance (ランセ, Ranse?), doublé par Kōichi Tōchika

## Univers de07-Ghost
07-Ghost se déroule dans un monde fantastique avec de nombreuses lois particulières, des royaumes, des dieux, et de la magie. L’Empire de Barsburg est divisé en sept districts, chacun avec ses propres villes, dirigeants, et sa propre culture. Le septième district étant l'endroit où est située l'église, qui est un sanctuaire inviolable, où tout le monde peut trouver refuge. Ce lieu est protégé par les Seven Ghost qui ne sont que des légendes pour les habitants.

### Zaiphon
Le Zaiphon est la « magie » du monde de 07-Ghost. C’est la capacité à convertir l’énergie de la vie en différentes formes de pouvoir. Il est contrôlé par la conversion des émotions fortes en énergie, et le pouvoir produit par un Zaiphon prend souvent la forme de mots ou de runes. Il est aussi possible d’utiliser des armes pour canaliser le Zaiphon. Ceux qui ont la capacité d’utiliser un Zaiphon sont rares et sont dits être béni par Dieu. Les capacités de chaque utilisateur sont différentes, et dans de nombreux cas reflètent leur nature. Le Zaiphon est généralement classé en trois types :
- Le Zaiphon de guérison : les personnes possédant un Zaiphon de guérison sont capables de guérir les blessures et de partager ou de transférer leur Zaiphon à d’autres. Dans l’histoire, les personnages qui utilisent principalement le Zaiphon de guérison sont Labrador, le sous-archevêque Bastien, Ōku et Capella.
- Le Zaiphon offensif : les personnes possédant un Zaiphon offensif peuvent attaquer les ennemis et se protéger des attaques dirigées contre eux. Dans l’histoire, les personnages qui utilisent principalement le Zaiphon offensif sont Teito, Mikage, Ayanami, Hakuren, Frau et Cappella.
- Le Zaiphon de manipulation : les personnes possédant un Zaiphon de manipulation (ce qui est particulièrement rare) peuvent déplacer des objets à volonté. Castor utilise ce type de Zaiphon.

Il est possible d’apprendre à utiliser plus d’un type de Zaiphon, mais des gens qui peuvent le faire avec succès sont rares.
Il y a une grande variété d’armes utilisées pour manipuler le Zaiphon, la plus commune étant la bascule. Avec la bascule, les gens peuvent canaliser leur Zaiphon et l’utiliser pour attaquer les Kor. Les différents types de Zaiphon ont des effets différents lorsqu’ils sont utilisés avec une bascule : celui de guérison ne peut pas directement attaquer un Kor, mais il peut contrôler et chasser le Kor des personnes atteintes. Ceux qui utilisent le Zaiphon offensif peuvent attaquer directement un Kor.

### Seven Ghost et Verloren
Selon un mythe vieux de plusieurs siècles, le Dieu de la Mort, Verloren, « tua » la fille du chef du Ciel et a été contraint de fuir vers la terre. En représailles, Verloren envahit le cœur des gens, et les entraîne dans le désespoir. Se lamentant sur la souffrance du peuple, le chef du Ciel envoya sept lumières célestes, afin de punir Verloren. Appelé les "Seven Ghosts", on dit qu’ils ont scellé Verloren sur la terre et servent de gardiens de l’Empire. Les mères disent souvent à leurs enfants, que s’ils sont méchants, les Seven Ghost viendront les emporter.
Bien que Verloren ai été enfermé dans la Boîte de Pandore pendant plus de mille ans, ses messagers, les Kors, trouvent et contactent des humains pour les attirer sous son emprise. Si un contrat est conclu, une marque apparaît sur la poitrine de la personne. C’est ce qu’on appelle la « malédiction de Verloren », elle indique que le cœur est mangé par les ténèbres. Une des fonctions des Seven Ghost est de lutter contre Verloren et sa malédiction, et de tenter d’empêcher les contrats d’être respectés. Seuls les évêques peuvent retirer une malédiction de Verloren.
Les Seven Ghost sont incarnés dans des humains avec d’extraordinaires capacités de Zaiphon et qui sont considérés comme des bénis par Dieu. Ils étaient, à l’origine, des fragments de Verloren, et ont été envoyés sur la terre par le chef du Ciel pour arrêter Verloren. Chacun des Seven Ghost est décédé dans sa vie précédente, et ils conservent tous les souvenirs de leurs vies passées. Frau, Castor, Labrador, Fea Kreuz et Lance sont les seuls Ghosts connus. Ils ont tous la marque de leur Ghost sur leurs mains. Les noms et les capacités des Seven Ghost sont les suivants :
ZehelL’esprit fauchant (斬魂, Ki Tamashī). Frau, le Ghost qui rompt les liens, en particulier ceux avec le malheur.
FestL’esprit groupant (繋魂, Tsunagi Tamashī). Castor, le Ghost qui lie les âmes ensemble.
ProfeL’esprit parlant (預魂, Azuka Tamashī). Labrador, le Ghost qui prophétise.
Randkalt (ou Landkarte)l’esprit apaisant (消魂, Shō Tamashī). Eher (Tome 15-16), le Ghost qui contrôle les déplacements.
RilectL’esprit léguant (遺魂, Noko Tamashī). Lance, le Ghost qui voit le passé.
EaL’esprit réveillant (醒魂, Sei Tamashī). Kal Ien (Tome 15-16), le Ghost qui détermine le destin d'une âme dans l'au-delà (grâce au livre d'Hadès).
VertragL’esprit promettant (契魂, Chigiri Tamashī). Fea Kreuz, le Ghost qui manipule les âmes.

### Les trois souhaits
Quand une personne reçoit la vie du chef du Ciel, elle choisit trois rêves à achever au cours de sa vie. Lorsque tous les rêves sont accordés, leur âme est rappelée auprès du chef pour se réincarner. Toutefois, lorsque les gens naissent, ils ne se souviennent pas des rêves qu’ils ont choisis, et découvrir ses rêves est censé être la joie de vivre.
Mais il y a des êtres maléfiques qui veulent nuire à ce processus, certains d’entre eux sont les messagers de Verloren, les Kors, qui volent les rêves et font glisser les êtres humains dans les ténèbres. Quand le premier rêve d’un homme est accordé par un Kor, le cœur de la personne devient instable et incapable d’être satisfait, peu importe ce qu’il ou elle fait. Lorsque le second rêve est accordé, la personne tombe dans un état de famine ou de dépendance. Quand le troisième rêve est accordé, l’âme s’est trop noyée dans les ténèbres et devient à jamais incapable de retourner auprès du chef du Ciel. Le Kor prend alors possession du corps de la personne. Un corps possédé avec les trois rêves accordés par un Kor est appelé un Wars, et il sert Verloren. Un magicien noir qui peut contrôler les Wars s’appelle un Warsfeil.
Il est du devoir de l’église de protéger les gens des Kors, parce que le sentiment de dépendance est très difficile à enlever. Il y a des cas où un Kor peut accorder un souhait qui n’est pas l’un des trois rêves, mais cela perturbe l’équilibre et le Kor peut être puni pour cela.

### Les Yeux de Michaël et Raphaël
Les Yeux de Michaël et Raphaël sont un ensemble de pierres sacrées qui peuvent fusionner avec un corps et qui permettent aux archanges Michaël et Raphaël de descendre dans le corps d’un hôte pour un temps limité. Ils ne sont pas détectables jusqu’à ce qu’ils possèdent le corps de leur hôte, auquel cas la pierre apparaît sur la main de l’hôte. Cela modifie la couleur des yeux de l’hôte, et il/elle devient capable d’utiliser des pouvoirs divins avec le Zaiphon. La famille royale du Royaume de Raggs détenait l’Œil de Michaël, et l’Empire de Barsburg l’Œil de Raphaël. Un pacte avait été établi entre les deux pays de ne jamais s’emparer de l’Œil de l’autre, mais l’Empire de Barsburg a brisé ce pacte dix ans avant le début de l’histoire du manga.
Le plein usage des Yeux n’est pas connu, mais, à ce jour, l’Œil de Michaël a été utilisé pour sceller le corps d’origine de Verloren dans la Boîte de Pandore, et l’Œil de Raphaël est supposé être en mesure de réincarner l’âme de Verloren dans un corps humain.

## Manga

### Liste des volumes
Pour les volumes 9, 10 et 12, les erreurs de numérotation de chapitres sont dues à l’auteur.
| no | Japonais          | Japonais          | Français          | Français          |
| no | Date de sortie    | ISBN              | Date de sortie    | ISBN              |
| --- | ----------------- | ----------------- | ----------------- | ----------------- |
| 1 | 25 novembre 2005  | 978-4-7580-5193-4 | 21 octobre 2010   | 978-2-84965-967-0 |
| Liste des chapitres : Kapitel.1 La fuite (逃亡, Tōbō) Kapitel.2 Le 7e district (第七区, Dai Nana ku) Kapitel.3 Les ténèbres (闇, Yami) Kapitel.4 Kor (コール, Kōru) Kapitel.5 Violation (侵食, Shinshoku) |                   |                   |                   |                   |
| 2 | 25 mai 2006       | 978-4-7580-5225-2 | 9 décembre 2010   | 978-2-84965-951-9 |
| Liste des chapitres : Kapitel.6 L'éveil (覚醒, Kakusei) Kapitel.7 Réincarnation (輪廻, Rinne) Kapitel.8 Michael (ミカエル, Mikaeru) Kapitel.9 Expiation (償い, Tsugunai) Kapitel.10 Nightmare 1st part (Nightmare〜ナイトメア〜①, Nightmare (Naitomea) ①) Kapitel.11 Nightmare 2d part (Nightmare〜ナイトメア〜②, Nightmare (Naitomea) ②) |                   |                   |                   |                   |
| 3 | 25 novembre 2006  | 978-4-7580-5261-0 | 17 février 2011   | 978-2-82030-022-5 |
| Liste des chapitres : Kapitel.12 Nightmare 3rd part (Nightmare〜ナイトメア〜③, Nightmare (Naitomea) ③) Kapitel.13 Nightmare 4th part (Nightmare〜ナイトメア〜④, Nightmare (Naitomea) ④) Kapitel.14 Nightmare 5th part (Nightmare〜ナイトメア〜⑤, Nightmare (Naitomea) ⑤) Kapitel.15 Nightmare 6th part (Nightmare〜ナイトメア〜⑥, Nightmare (Naitomea) ⑥) Kapitel.16 Nightmare 7th part (Nightmare〜ナイトメア〜⑦, Nightmare (Naitomea) ⑦) Kapitel.17 Nightmare 8th part (Nightmare〜ナイトメア〜⑧, Nightmare (Naitomea) ⑧) |                   |                   |                   |                   |
| 4 | 25 mai 2007       | 978-4-7580-5290-0 | 16 juin 2011      | 978-2-82030-130-7 |
| Liste des chapitres : Kapitel.18 Nightmare 9th part (Nightmare〜ナイトメア〜⑨, Nightmare (Naitomea) ⑨) Kapitel.19 Nightmare 10th part (Nightmare〜ナイトメア〜⑩, Nightmare (Naitomea) ⑩) Kapitel.20 Requiem (鎮魂歌〜レクイエム〜, Chinkonka (Rekuiemu)) Kapitel.21 Le matin de l’examen (司教試験の朝, Shikyō Shiken no Asa) Kapitel.22 La dernière porte (最後の扉, Saigo no Tobira) Kapitel.23 Le pont de l’épreuve (試練の橋まで, Shiren no Hashi Made)                                                                 |                   |                   |                   |                   |
| 5 | 24 novembre 2007  | 978-4-7580-5320-4 | 22 septembre 2011 | 978-2-82030-182-6 |
| Liste des chapitres : Kapitel.24 Lumière et ténèbres (光と闇, Hikari to Yami) Kapitel.25 Le départ (旅立ち, Tabidachi) Kapitel.26 Antwort (アントヴォルト, Antovoruto) Kapitel.27 Le marchand d’esclaves (奴隷商人, Dorei Shōnin) Kapitel.28 Le 6e District (第六区, Dai Roku ku) Kapitel.29 La maison Hausen (partie 1) (ハウゼン家①, Hauzen ka ①) |                   |                   |                   |                   |
| 6 | 24 mai 2008       | 978-4-7580-5347-1 | 17 novembre 2011  | 978-2-82030-233-5 |
| Liste des chapitres : Kapitel.30 La maison Hausen (partie 2) (ハウゼン家②, Hauzen ka ②) Kapitel.31 La maison Hausen (partie 3) (ハウゼン家③, Hauzen ka ③) Kapitel.32 La maison Hausen (partie 4) (ハウゼン家④, Hauzen ka ④) Kapitel.33 Limite (境界, Kyoukai) Kapitel.34 Flamme de bougie (燭火, Shoku hi) Kapitel.35 Le détesté (嫌われた者, Kirawa re ta Mono) |                   |                   |                   |                   |
| 7 | 25 novembre 2008  | 978-4-7580-5376-1 | 2 janvier 2012    | 978-2-82030-279-3 |
| Liste des chapitres : Kapitel.36 Tattoo (タトゥー, Tatū) Kapitel.37 Souvenir (回顧, Kaiko) Kapitel.38 Preuves (徴, Shirushi) Kapitel.39 Séparation (分解, Bunkai) Kapitel.40 Neige subsistante (残雪, Zansetsu) Kapitel.41 Présage (予兆, Yochō) |                   |                   |                   |                   |
| 8 | 25 mai 2009       | 978-4-7580-5415-7 | 16 mai 2012       | 978-2-82030-373-8 |
| Liste des chapitres : Kapitel.42 L’âme du patrimoine « vestige » (遺魂〜レリクト〜, Noko Tamashii (Rerikuto)) Kapitel.43 La Boîte de Pandore (パンドラの箱, Pandora no Hako) Kapitel.44 Destin (運命, Unmei) Kapitel.45 Folie incontrôlable (掴めぬ狂気, Tsukame nu Kyouki) Kapitel.46 Cache cache (かごめかごめ, Kagome Kagome) Kapitel.47 Les mêmes mains (同じ掌, Onaji Tenohira) |                   |                   |                   |                   |
| 9 | 25 novembre 2009  | 978-4-7580-5466-9 | 19 septembre 2012 | 978-2-82030-487-2 |
| Liste des chapitres : Kapitel.48 Rencontre fortuite (邂逅, Kaikō) Kapitel.49 Le paradis d’Oblivion (partie 1) (忘却の楽園①, Bōkyaku no Rakuen ①) Kapitel.50 Le paradis d’Oblivion (partie 2) (忘却の楽園②, Bōkyaku no Rakuen ②) Kapitel.51 Le paradis d’Oblivion (partie 3) (忘却の楽園③, Bōkyaku no Rakuen ③) Kapitel.51 Le paradis d’Oblivion (partie 4) (忘却の楽園④, Bōkyaku no Rakuen ④) Kapitel.52 Prophète (預言者, Yogensha) Kapitel.53 Joker (JOKER, Joker)                                                        |                   |                   |                   |                   |
| 10 | 25 août 2010      | 978-4-7580-5538-3 | 26 mars 2014      | 978-2-82031-674-5 |
| Liste des chapitres : Kapitel.55 La maison Almarz (アルマーズ邸, Arumāzu Tei) Kapitel.56 Un jour sans fin (終わらない1日, Owara nai 1 Nichi) Kapitel.57 Capella (カペラ, Kapera) Kapitel.60 Doutes (疑惑, Giwaku) Kapitel.58 Hawkzile Race (ホークザイルレース, Hōkuzairu Rēsu) Kapitel.59 Prédateur (捕食者, Hoshokusha) Kapitel.60 Fuite (暴走, Bōsō) |                   |                   |                   |                   |
| 11 | 25 janvier 2011   | 978-4-7580-5576-5 | 14 mai 2014       | 978-2-82030-410-0 |
| Liste des chapitres : Kapitel.61 50/50 Kapitel.62 — (小悪党, Shō Akutō) Kapitel.63 — (ロゼアマネル=オウカ=バルスブルグ, Rozeamaneru = Ōka = Barusuburugu) Kapitel.64 — (ティアシェ①, Tiashe ①) Kapitel.65 — (ティアシェ②, Tiashe ②) Kapitel.66 — (ティアシェ③, Tiashe ③) |                   |                   |                   |                   |
| 12 | 25 juillet 2011   | 978-4-7580-5624-3 | 2 juillet 2014    | 978-2-82031-734-6 |
| Liste des chapitres : Kapitel.68 — (ゼーレの地, Zērenochi) Kapitel.69 — (対峙, Taiji) Kapitel.70 — (離別, Ribetsu) Kapitel.71 — (消失, Shōshitsu) Kapitel.72 — (既視感, Sunde Shikan) Kapitel.73 — (呪詛, Juso) |                   |                   |                   |                   |
| 13 | 24 décembre 2011  | 978-4-7580-5679-3 | 3 septembre 2014  | 978-2-82031-769-8 |
| Liste des chapitres : Kapitel.74 — (焦燥, Shōsō) Kapitel.75 — (弟, Otōto) Kapitel.76 — (醒魂) Kapitel.77 — (黒珠石, Kuro-sama seki) Kapitel.78 — (檻, Ori) Kapitel.79 — (皇帝, Kōtei) Kapitel.80 — (仮面舞踏会・前編, Kamenbutō·zenpen) Kapitel.81 — (仮面舞踏会・後編, Kamenbutō·kōhen) |                   |                   |                   |                   |
| 14 | 25 juin 2012      | 978-4-7580-5728-8 | 21 janvier 2015   | 978-2-82031-886-2 |
| Liste des chapitres : Kapitel.82 — (再会, Saikai) Kapitel.83 — (レプリカ, Repurika) Kapitel.84 — (レプリカ②, Repurika ②) Kapitel.85 — (レプリカ③, Repurika ③) |                   |                   |                   |                   |
| 15 | 25 décembre 2012  | 978-4-75-805776-9 | 6 mai 2015        | 978-2-82031-986-9 |
| 16 | 25 mai 2013       | 978-4-7580-5821-6 | 9 septembre 2015  | 978-2-82032-182-4 |
| 17 | 25 septembre 2013 | 978-4-7580-5858-2 | 2 décembre 2015   | 978-2-82032-268-5 |

## Anime

### Liste des épisodes
| No         | Titre français                                                                             | Titre japonais                                       | Titre japonais                                                                   | Date de 1re diffusion |
| No         | Titre français                                                                             | Kanji                                                | Rōmaji                                                                           | Date de 1re diffusion |
| ---------- | ------------------------------------------------------------------------------------------ | ---------------------------------------------------- | -------------------------------------------------------------------------------- | --------------------- |
| Kapitel.1  | Le futur des bons sentiments                                                               | 切なる想いの行く末は                                 | Setsunaru Omoi no Yukusue wa                                                     | 6 avril 2009          |
| Kapitel.2  | Les souvenirs nostalgiques accompagnent la douleur                                         | 懐かしき記憶は痛みと共に                             | Natsukashiki Kioku wa Itami to Tomo ni                                           | 13 avril 2009         |
| Kapitel.3  | Cher enfant innocent, dors avec la lumière                                                 | 無垢なる我子よ光と眠れ                               | Muku naru waga ko yo hikari to nemure                                            | 20 avril 2009         |
| Kapitel.4  | Jusqu’aux profondeurs de la plus sincère des prières                                       | ただひたすらなる祈りの果てに                         | Tada Hitasura naru Inori no Hate ni                                              | 27 avril 2009         |
| Kapitel.5  | Chaudes larmes, emplissez doucement son cœur…                                              | 熱き涙、やさしく彼の心を満たし…                      | Atsuki Namida, Yasashiku Kare no Kokoro o Mitashi...                             | 4 mai 2009            |
| Kapitel.6  | Le droit chemin menant à la lumière                                                        | 光に通ずる正しき道は                                 | Hikari ni Tsūzuru Tadashiki Michi wa                                             | 11 mai 2009           |
| Kapitel.7  | Est-ce que l’âme dévorée par les ailes rêvera de son enfant bien-aimé ?                    | 翼に喰われた魂は愛しい我子の夢を見る?                | Tsubasa ni Kuwareta Tamashii wa Itoshii Waga Ko no Yume o Miru?                  | 18 mai 2009           |
| Kapitel.8  | La moitié de son âme amène un triste éveil                                                 | 半分だけの魂が悲しき目覚めを呼び起こす               | Hanbun Dake no Tamashii ga Kanashiki Mezame o Yobiokosu                          | 25 mai 2009           |
| Kapitel.9  | La couleur de son âme sera éternelle…                                                      | 魂の色は永遠に…                                      | Tamashii no Iro wa Eien ni...                                                    | 1er juin 2009         |
| Kapitel.10 | Il n’y a qu’une seule expiation                                                            | それはただひとつの償い                               | Sore wa Tada Hitotsu no Tsugunai                                                 | 8 juin 2009           |
| Kapitel.11 | L’expiation des aimés est…                                                                 | 愛しき者への償いは…                                  | Itoshiki Mono e no Tsugunai wa...                                                | 15 juin 2009          |
| Kapitel.12 | Les ténèbres appelées « douleur » viennent de plus en plus près…                           | 痛みという名の闇はひたひたと…                        | Itami to Iu Na no Yami wa Hitahita to...                                         | 22 juin 2009          |
| Kapitel.13 | Au bout du chemin de la lumière, je vois…                                                  | 光ある道の先に見るものは…                            | Hikari Aru Michi no Saki ni Miru Mono wa...                                      | 29 juin 2009          |
| Kapitel.14 | Une raison de combattre ensemble… Le droit d’être appelés : « frères d’armes »             | 共に戦う理由…戦友と呼ばれる資格                      | Tomoni tatakau riyū…Senyū to yobareru shikaku                                    | 6 juillet 2009        |
| Kapitel.15 | Ce jour-là, j’étais sans aucun doute avec lui                                              | あの日、確かに彼といた                               | Ano hi, tashika ni kare to i ta                                                  | 13 juillet 2009       |
| Kapitel.16 | La vérité réside au fond des ténèbres, là où la lumière ne peut parvenir                   | 真実は光の届かぬ闇の底に                             | Shinjitsu ha Hikari no Todoka nu Yami no Soko ni                                 | 20 juillet 2009       |
| Kapitel.17 | La tribu ailée des ténèbres descend et répand le malheur                                   | 闇の翼の眷属は、不幸を纏い、舞い降りる               | Yami no Tsubasa no Kenzoku ha, Fukou wo Matoi, Mai Ori ru                        | 27 juillet 2009       |
| Kapitel.18 | Celui qui devrait être pardonné se noie dans les ténèbres… Celui qui l’aime fond en larmes | 赦さざる者闇に溺れ…愛する者は涙に濡れる              | Yurusa Zaru Mono Yami ni Obore... Aisu ru Mono ha Namida ni Nure ru              | 3 août 2009           |
| Kapitel.19 | L’amour à sens unique, et pourtant le destin de l’amour mourant est…                       | まじわらぬ愛、されど消えぬ愛の行く末は…              | Majiwara nu ai, Saredo Kie nu ai no Yukusue wa...                                | 10 août 2009          |
| Kapitel.20 | Le requiem offert par eux-deux                                                             | ふたりで捧げるレクイエム                             | Futari de Sasageru Rekuiemu                                                      | 17 août 2009          |
| Kapitel.21 | Comment pouvez-vous passer par la porte des vaincus…                                       | なぜゆえに、汝、敗者の扉をくぐる…                    | Naze Yueni, Nanji, Haisha no Tobira wo Kuguru                                    | 24 août 2009          |
| Kapitel.22 | Guidé par la lumière des profondeurs, il observe…                                          | 水底の光に導かれ、覗きしものは…                      | Suitei no Hikari ni Michibika re, Nozoki shi Mono wa...                          | 31 août 2009          |
| Kapitel.23 | Avant les ténèbres du cœur                                                                 | 心の闇のその先に                                     | Kokoro no Yami no Sono Saki ni                                                   | 7 septembre 2009      |
| Kapitel.24 | La justice des personnes sans amour est… Le cœur volé par les ténèbres, pour toujours…     | 愛無き者の正義はいずこに…。闇に奪われし心は、永遠に… | Ai Naki Sha no Seigi wa i zu ko ni... Yami ni Ubawa re Shi Kokoro wa, Eien ni... | 14 septembre 2009     |
| Kapitel.25 | Le cœur est mené par la vérité répétée de l’autre côté…                                    | 真実は幾重にも連なる心の彼方に…                      | Shinjitsu wa Ikuenimo Tsuranaru Kokoro no Kanata ni...                           | 22 septembre 2009     |

### Génériques
Générique d'ouverture
Aka no Kakera par Yuki Suzuki
Générique de fin
Hitomi no Kotae par Noria